# Louis Casimir Ranson
Pour les articles homonymes, voir Ranson.
 Louis Casimir Ranson, né le 19 novembre 1828 à Limoges (Haute-Vienne) et mort le 2 août 1898 à Paris, est un  négociant et un homme politique français.

## Biographie
Né à Limoges en 1828, il se marie et perd son épouse en 1861, trois semaines après qu'elle eut mis au monde un fils prénommé Paul-Élie, qui deviendra célèbre comme artiste peintre.
Louis Casimir Ranson devient le premier magistrat de la ville de Limoges de 1870 à 1871 et de 1881 à 1885. Inscrit sur la liste républicaine radicale des élections de la Haute-Vienne en date du 4 octobre 1885, il est élu député de ce département avec 41 489 voix sur un total de 63 563 votants pour 94 299 inscrits.
Il siège comme député de la IVe législature de la Troisième République. Il s'oppose à la politique des cabinets de Maurice Rouvier et Pierre Tirard et se prononce pour l'expulsion des princes[Lesquels ?]. Le 11 février 1889, lors de la dernière session, il vote contre le rétablissement du scrutin d'arrondissement et l'ajournement indéfini de la révision de la Constitution, et met son véto à la poursuite contre trois députés, membres de la Ligue des patriotes, ainsi que contre le projet sur la loi Lisbonne visant la restriction des libertés de la presse. Il vote pour que le général Boulanger soit poursuivi.
Il ne se représente pas aux élections de 1889 et se retire de la vie politique. Il meurt à Paris le 2 août 1898.
La ville de Limoges a donné son nom à une rue de la ville.

## Mandats
- Maire de Limoges de 1870 à 1871 et de 1881 à 1885
- Député de 1885 à 1889